# 圣西尔万 (滨海塞纳省)
圣西尔万（法語：Saint-Sylvain，法語發音：[sɛ̃ silvɛ̃] ⓘ）是法国滨海塞纳省的一个市镇，属于迪耶普区。

## 地理
圣西尔万（49°50'44"N, 0°40'22"E）面积3.24 平方千米，位于法国诺曼底大区滨海塞纳省，该省份为法国北部沿海省份，其西部及北部濒大西洋英吉利海峡，东起顺时针与索姆省、瓦兹省、厄尔省和卡爾瓦多斯省接壤。
与圣西尔万接壤的市镇（或旧市镇、城区）包括：安古维尔、帕吕埃勒。

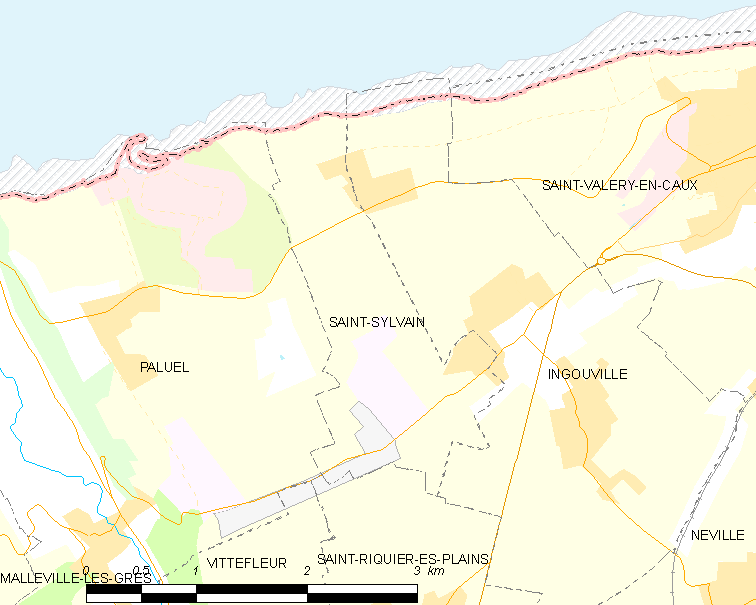
的OSM定位图

圣西尔万的时区为UTC+01:00、UTC+02:00（夏令时）。

## 行政
圣西尔万的邮政编码为76460，INSEE市镇编码为76651。

## 政治
圣西尔万所属的省级选区为科地区圣瓦勒里县。

## 人口

1962-2008年间人口变化图示

圣西尔万于2022年1月1日时的人口数量为135人。